# Знамение
Знамение (на английски: Knowing) е научнофантастичен филм, заснет през 2009 година и режисиран от Алекс Прояс с участието на Никълъс Кейдж.

## Награди и номинации
| Награда | Категория                        | Номиниран(и)                     | Резултат  |
| ------- | -------------------------------- | -------------------------------- | --------- |
| Сатурн  | Най-добър научнофантастичен филм | Най-добър научнофантастичен филм | номинация |

## Външни Препратки
- Официален сайт Архив на оригинала от 2009-03-22 в Wayback Machine. ((en))
- ((en)) „Знамение“ в  Internet Movie Database
- Knowing (2009) ((en))